# 厄特沃什·羅蘭大學
厄特沃什·羅蘭大學（縮寫為ELTE），簡稱羅蘭大學，舊名布達佩斯大學，位於匈牙利首都布达佩斯市的一所大学，为该国第一学府。創立於1635年。

## 歷史
- 大学始建于1635年，由主教帕兹马尼·彼得在特爾納瓦建立，时为特尔纳瓦大学。大学的管理旋即转交给耶稣会。一开始大学只有两个学院：文学院和神学院。
- 法学院在1667年成立，而医学院建于1769年。
- 耶稣会解散之后，大学校址于1777年搬到了布达，最终在1784年落定于佩斯。
- 直至1844年，当匈牙利语变成官方语言之时，大学的教学语言才由拉丁语变成了匈牙利语。
- 学校从1895年开始允许女性注册。
- 神学院最终从大学分出去，成为了现今的帕兹马尼·彼得天主教大学。

### 校名更替
- 1873年前，稱作皇家佩斯大學（匈牙利语：Magyar Pesti Tudományegyetem）。
- 1873至1921年，稱作布達佩斯大學（匈牙利语： Budapesti Tudományegyetem）。
- 1921至1950年，称作皇家匈牙利帕兹马尼·彼得大学（匈牙利语： Magyar Királyi Pázmány Péter Tudományegyetem） 。

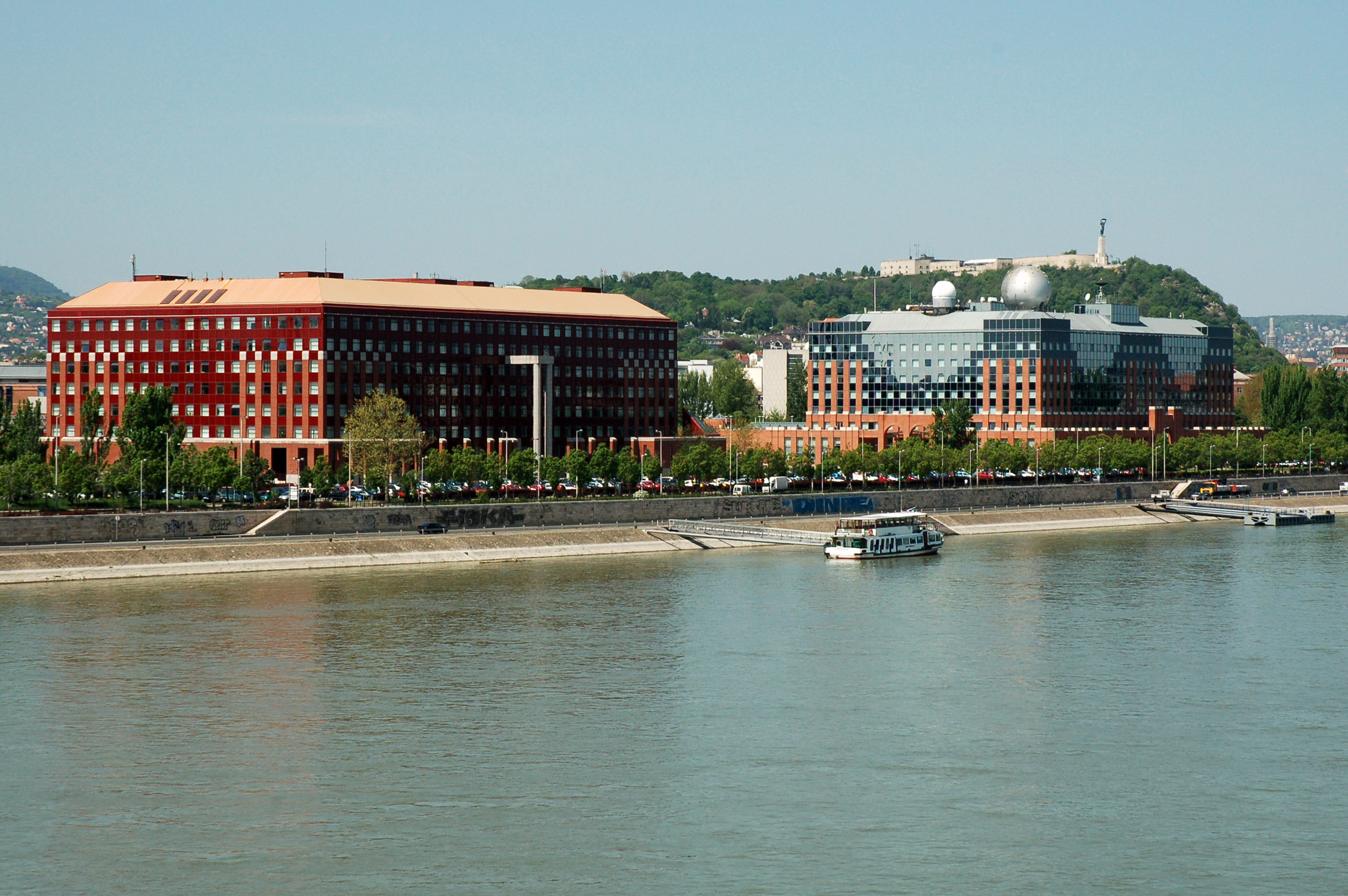
信息學院和理學院的校區L

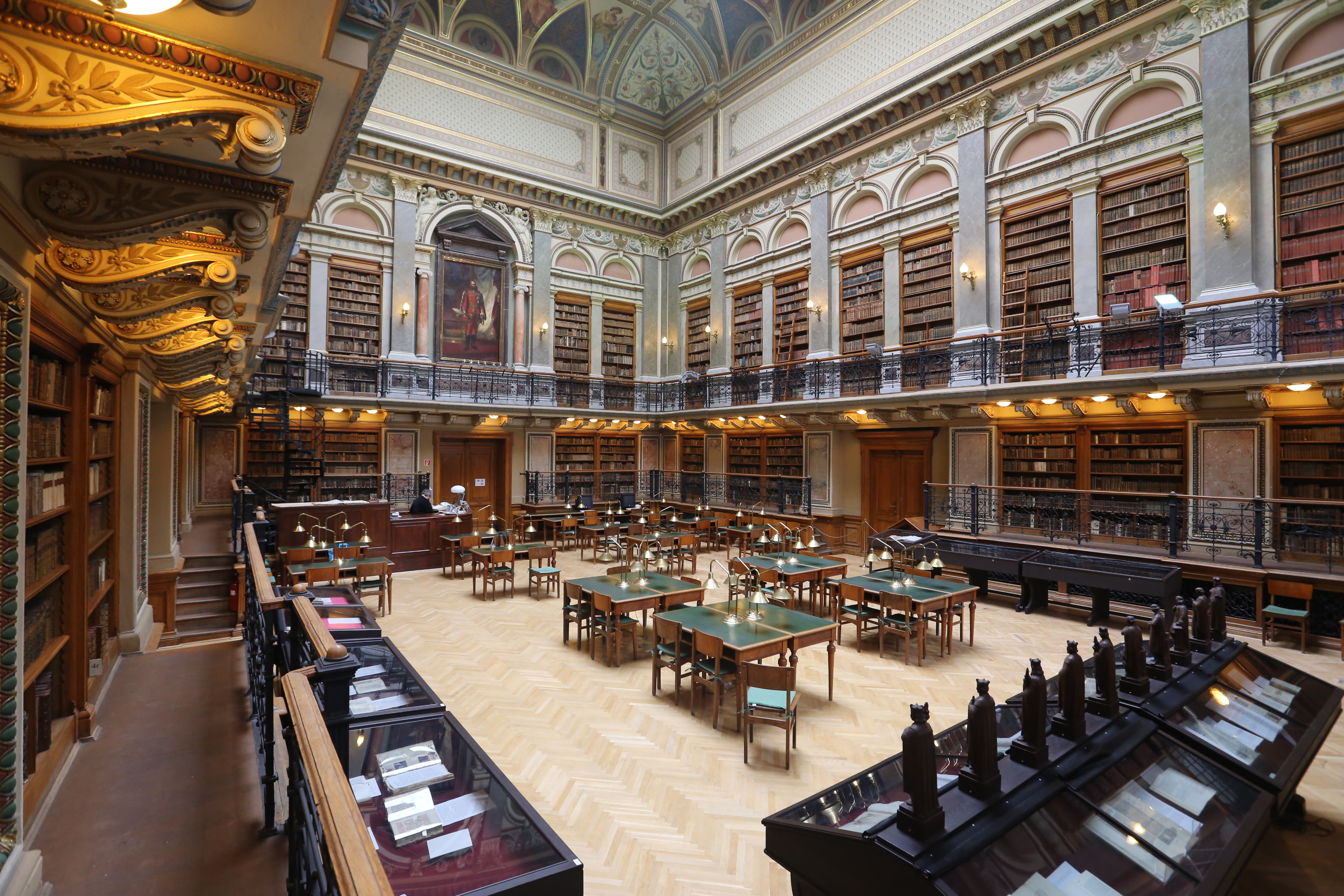
大學圖書館

- 1950年，改名為厄特沃什·羅蘭大學（匈牙利语：Eötvös Loránd Tudományegyetem），以紀念物理學家厄特沃什·羅蘭（厄缶）。

## 院系设置

### 九个学院
1. Bárczi Gusztáv特殊需要教育学院 (FSNE)
2. 小学和学前教育学院 (FPPSE)
3. 教育与心理学学院 (PPK）
4. 人文学院 (FH)
5. 信息学学院 (FI)
6. 经济学院（FE）
7. 法律与政治学院 (FLPS)
8. 社会科学学院 (FSS)
9. 理学院（FS）

### 三个前学院
1. 神学院 (FT)（1950年成为独立的帕兹马尼·彼得天主教大学）
2. 医学院（MF）（1951年成为独立的塞麦尔维斯大学）
3. 教师培训学院（FTT）（已解散）

## 著名校友
- 蓋歐爾格·馮·貝凱希
- 約翰·馮·諾伊曼
- 聖捷爾吉·奧爾貝特
- 阿戴尔·亚诺什
- 約瑟夫·潘契奇
- 奧班·維克多
- 洛瓦兹·拉兹洛（阿贝尔奖得主）
- 琼戈尔·约翰·博伊德·吉宾斯 ( Csongor John Boyd-Gibbins)

## 外部連結
- 羅蘭大學
- 羅蘭大學中文網頁